# Електричний зв'язок у Тернопільській області
Електрозв'язо́к на Терно́пільщині — мережа одного із сучасних видів зв'язку в Тернопільській області.

## Історія
Початком розвитку електрозв'язку на Тернопільщині вважають 2 січня 1897, коли в експлуатацію було здано державну телефонну мережу і в урядових установах встановили 41 телефонний апарат. Від січня 1907 почала діяти перша міжміська телефонна станція. Поступово зростала і ємність телефонної мережі.
Згідно з довідником «Statystyka poctowa, teleqraficzna i telefoniczna Rzeczypospolitej Polskiej za rok 1922» (Варшава, 1923) за більшістю показників тодішня Львівська дирекція, до якої належав тернопільський підрозділ, поступалася лише Варшавській. Із 25 міст, підпорядкованих Львівській дирекції, 1922 найкращими були підрозділи у містах Станіслав (нині — Івано-Франківськ), Тернопіль, Дрогобич, Чортків. У названому довіднику є розділ, де йдеться про тернопільських телеграфістів і телефоністів.
Згідно зі схемою телефонно-телеграфного сполучення Скалатської поштової управи 1932 року, Скалат був забезпечений електрозв'язком із сусідніми селами, Тернополем, Збаражем, Підволочиськом, Теребовлею, Хоростковим, Чортковом.
1930-ті почали встановлювати телефони, крім державних установ, для населення. 1935 в Тернополі діяло 258 телефонів, видано перший телефонний довідник, почав функціонувати перший телефон загального користування.
Під час 2-ї світової війни телефонна мережа зруйнована, знищено й розграбовано 16 районних контор зв'язку. Загальні збитки — понад 22 млн крб. 1944—1950 створено 40 районних контор зв'язку, 90 відділень та 38 агентств, відновлено 1000 км ліній, організовано внутрішньообласний телефонний зв'язок із всіма районами області, з них:
- прямий цілодобовий — із 3-ма, телеграфний — з 18 районами;
- зв'язок із Києвом та Львовом за системою Бодо.

1950 в Тернополі було понад 250 телефонів. На 1 січня 1951 в області працювало більш як 1750 радіоточок.

## Сучасність
Станом на середину 2000-ні роки, близько 90 % послуг електрозв'язку на Тернопільщині надавав ВАТ «Укртелеком». Вихід на міжміський та міжнародний зв'язок здійснюють на базі цифрової АМТС. Діють 95 радіотрансляційних вузлів, які забезпечують роботу 180 тис. радіоточок, функціонують мобільні види зв'язку, дедалі більшого розвитку набуває всесвітня мережа Інтернет (у мережі «Укртелекому» близько 3-х тис. абонентів, 2004).
Кількість абонентів місцевої телефонної мережі сягає майже 200 тис., з них 60 тис. у селах. До послуг споживачів 54 відділення «Телекомсервіс». 2003 надано послуг електрозв'язку на 86 млн грн. 2003 Тернопільська дирекція ВАТ «Укртелеком» мала одні з найкращих в Україні показники із розбудови телефонної мережі. Серед обласних центрів за щільністю телефонів на 100 сімей місто Тернопіль займає перше місце.